# Proasellus variegatus
Proasellus variegatus és una espècie de crustaci isòpode pertanyent a la família dels asèl·lids.
És una espècie demersal, la qual viu a l'aigua dolça de pous.
Es troba a Europa: conca hidrogràfica del riu Sado (l'Alentejo, Portugal).